# Perfect Battle
Perfect Battle är ett freeware action och strategi datorspel för Windows. Spelet är svenskutvecklat och lades ut för allmänheten i mars 2005. 
Spelets uppföljare heter Perfect Battle Online. 